# Dov'è la libertà...?
Dov'è la libertà? és una pel·lícula de comèdia dramàtica italiana de 1954 dirigida per Roberto Rossellini.
La pel·lícula va tenir una producció problemàtica perquè, després de rodar algunes escenes, Rossellini va perdre l'interès per la pel·lícula i va abandonar el plató. L'obra es va completar al cap d'aproximadament un any, principalment de Mario Monicelli, amb algunes escenes també rodades per Lucio Fulci i Federico Fellini. Malgrat això, Rossellini és l'únic director acreditat de la pel·lícula.

## Argument
Poc després del final de la Segona Guerra Mundial, Salvatore Lo Jacono, un modest barber, surt de la presó després d'haver complert una llarga condemna per matar a un amic seu que perseguia la seva dona. Malauradament l'home no sap on anar però, després d'algunes vicissituds i contra totes les seves expectatives, és acollit pels familiars de la seva dona ja difunta. Salvatore descobreix lentament que la família que el va acollir es va fer rica amb els béns robats a una família de jueus deportats a lagers pels nazis, que la seva dona difunta i a qui ell estava "amenaçant" eren amants, i que la noia que li havien presentat, al servei de la família, està embarassada d'una altra persona. Amarg i decebut per la vida, planeja el seu retorn a la presó.

## Repartiment
- Totò: Salvatore Lo Jacono
- Vera Molnar: Agnesina
- Nita Dover: ballarina de marató
- Franca Faldini: Maria
- Leopoldo Trieste: Abramo Piperno
- Antonio Nicotra: mariscal #1
- Salvo Libassi: mariscal #2
- Giacomo Rondinella: presoner
- Ugo D'Alessio: jutge
- Mario Castellani: fiscal
- Vincenzo Talarico: advocat defensor
- Pietro Carloni: Pietro

## Producció
La pel·lícula va néixer bàsicament com un experiment, finalment infructuós, dels productors Carlo Ponti i Dino de Laurentiis per llançar la figura de Totò al mercat estatunidenc (on les pel·lícules neorrealistes, especialment les de Rossellini, havien va aconseguir aleshores atreure una bona part del públic, a més de guanyar una excel·lent consideració crítica) i, en canvi, va rellançar la carrera de Rossellini a Itàlia que, després dels fracassos d'Europa 51 i La macchina ammazzacattivi, s'havia enfosquit una mica als ulls del públic.